# Campile (Haute-Corse)
Campile település Franciaországban, Haute-Corse megyében. Lakosainak száma 181 fő (2022. január 1.). Campile Volpajola, Bisinchi, Campitello, Crocicchia, Monte és Prunelli-di-Casacconi községekkel határos.

## Népesség
A település népességének változása:
| Lakosok száma | 304  | 242  | 196  | 196  | 186  | 196  | 195  | 188  | 185  | 181  |
|               | 1968 | 1982 | 1990 | 2006 | 2011 | 2016 | 2017 | 2019 | 2020 | 2022 |